# José María Piñeyro
José María Piñeyro Nieto  (Montevideo, Uruguay, 22 de enero de 1896 - Montevideo, Uruguay, 29 de agosto de 1985), fue un magistrado uruguayo, quien se desempeñó como miembro del Tribunal de lo Contencioso Administrativo entre 1962 y 1966.

## Primeros años
Nació en Montevideo el 22 de enero de 1896,hijo de José Piñeyro Avelleira y de Aurora Nieto Saldibura. 
Desde 1919 trabajó como funcionario administrativo en el Poder Judicial, cumpliendo funciones en la Alta Corte de Justicia,al tiempo que cursó estudios en la Facultad de Derecho de la Universidad de la República hasta obtener el título de abogado.

## Secretario de la Suprema Corte de Justicia
En febrero de 1934 fue nombrado Secretario de la entonces Alta Corte de Justicia,que tras la reforma constitucional de ese mismo año pasaría a denominarse Suprema Corte de Justicia. 
Desempeñó este cargo durante un lapso de más de diecisiete años.

## Tribunal de Apelaciones
En septiembre de 1951 fue designado ministro del Tribunal de Apelaciones en lo Civil de Primer Turno,cuerpo que integró durante más de diez años.

## Tribunal de lo Contencioso Administrativo
El 28 de febrero de 1962 la Asamblea General lo designó, por 88 votos, como miembro del Tribunal de lo Contencioso Administrativo (TCA), junto a Carlos Durán Rubio, José María França, Juan Carlos Nario y Alberto Sánchez Rogé.Prestó juramento el mismo día. 
Dicho tribunal se encontraba completamente desintegrado luego del cese de quienes habían conformado su primera integración en 1952, Eliseo Bordoni Posse, Fermín Garicoits,Carlos María Larghero, Raúl Moretti y Roberto Zubillaga. 
Ocupó la Presidencia del TCA durante el año 1963.
Cesó en su cargo en enero de 1966, al alcanzar los 70 años, edad establecida como límite para integrar el Tribunal de lo Contencioso Administrativo según el artículo 308 de la Constitución uruguaya, que se remite en cuanto a las condiciones para ocupar dicho cargo a las previstas para los miembros de la Suprema Corte de Justicia. Desde la creación del Tribunal en 1952, Piñeyro fue el primer magistrado en abandonar su cargo por dicha causal, pues los anteriores lo habían hecho por jubilación voluntaria (Garicoits y Larghero), por cumplir el plazo máximo de 10 años en el puesto (Bordoni Posse, Moretti y Zubillaga) o por pasar a integrar la Suprema Corte de Justicia (Sánchez Rogé). 
El cargo que dejó Piñeyro permaneció vacante durante más de un año, hasta que al entrar en vigencia la Constitución de 1967 que previó un mecanismo subsidiario de designación para los cargos vacantes en la Suprema Corte de Justicia y el TCA en función de la antigüedad en los Tribunales de Apelaciones, se produjo el ingreso en tal condición de Horacio Hughes en su sustitución, siendo la primera vez que se aplicó dicho sistema.

## Vida personal. Fallecimiento
Contrajo matrimonio en 1924 con Mercedes Martha Durante Rivas,con quien tuvo tres hijos, Martha (1925),Alicia (1929)y José María (1934)Piñeyro Durante. 
José María Piñeyro Nieto falleció en Montevideo el 29 de agosto de 1985, a los 89 años de edad.